# Jutrosin
Jutrosin (in tedesco Jutroschin) è un comune urbano-rurale polacco del distretto di Rawicz, nel voivodato della Grande Polonia.
Ricopre una superficie di 114,93 km² e nel 2004 contava 7 041 abitanti.